# Psiloderces enigmatus
Psiloderces enigmatus är en spindelart som beskrevs av Christa L. Deeleman-Reinhold 1995. Psiloderces enigmatus ingår i släktet Psiloderces och familjen Ochyroceratidae. Inga underarter finns listade i Catalogue of Life.